# Drosophila parachrogaster
Drosophila parachrogaster är en tvåvingeart som beskrevs av Patterson och Gordon Mainland 1943. Drosophila parachrogaster ingår i släktet Drosophila och familjen daggflugor.
Artens utbredningsområde täcker delar av Mexiko.